# Gotlands herrlandslag i fotboll
Gotlands herrlandslag i fotboll representerar den svenska Östersjö-ön Gotland i fotboll för herrar. Laget är inte med i Fifa eller Uefa. Däremot är det med i International Island Games Association och kan delta i Internationella öspelen.